# Helge Rode
Pour les articles homonymes, voir Rode.
Helge Rode (né le 16 octobre 1870 à Frederiksberg et mort le 23 mars 1937 dans cette même ville) est un écrivain et poète danois.

## Biographie
Helge Rode est un poète lyrique, ami notamment de Rainer Maria Rilke. Ses vers utilisent un langage musical raffiné et suggestif. Il contribue aussi aux quotidiens Politiken, Berlingske Tidende, et Illustreret Tidende et se montre généralement critique de Georg Brandes et de l’école naturaliste - dite au Danemark celle de la « Percée moderne», ou en danois du Moderne Gennembrud. Il collabore avec le compositeur Carl Nielsen notamment pour la pièce Moderen qui célèbre la réunification de nord du Slesvig avec le Danemark.
D’une famille littéraire, il est le fils de l’écrivain Godfred Rode et de la critique littéraire Margrethe Vullum, le frère de l'homme politique et écrivain Ove Rode, l’époux de l’écrivain Edith Rode, et le père du populaire acteur Ebbe Rode.
Edvard Munch, avec qui il est lié, en a fait divers portraits.